# Soul Survivor
Soul Survivor – czwarty album holenderskiego zespołu deathmetalowego Gorefest. Został wydany w 1996.

## Lista utworów
Opracowano na podstawie materiału źródłowego.
| Nr  | Tytuł utworu     | Długość |
| --- | ---------------- | ------- |
| 1.  | „Freedom”        | 4:32    |
| 2.  | „Forty Shades”   | 4:14    |
| 3.  | „River”          | 4:33    |
| 4.  | „Electric Poet”  | 4:20    |
| 5.  | „Soul Survivor”  | 4:30    |
| 6.  | „Blood Is Thick” | 3:41    |
| 7.  | „Dog Day”        | 2:51    |
| 8.  | „Demon Seed”     | 3:46    |
| 9.  | „Chameleon”      | 2:45    |
| 10. | „Dragon Man”     | 6:38    |
|     |                  | 41:50   |

## Twórcy
Opracowano na podstawie materiału źródłowego.
| Zespół Gorefest w składzie - Jan Chris de Koeijer - wokal, gitara basowa - Frank Harthoorn - gitara - Boudewijn Bonebakker - gitara - Ed Warby - perkusja |  | Inni - Rene Merkelback - melotron, fortepian - Oscar Holleman - produkcja muzyczna, inżynieria dźwięku - Attie Bauw - miksowanie, mastering - Joep Becx, Eline Tassopoulos, Geert Jan Bijstra - oprawa graficzna - David Rozemeyer - zdjęcia |

## Listy sprzedaży
| Lista   | Kraj     | Pozycja |
| ------- | -------- | ------- |
| Top 100 | Holandia | 62      |